# کن آسایدا
کن آسایدا (انگلیسی: Ken Asaeda؛ زادهٔ ۲۷ ژوئیهٔ ۱۹۸۳) بازیکن فوتبال اهل آلمان است.
از باشگاه‌هایی که در آن بازی کرده‌است می‌توان به باشگاه فوتبال فورتونا دوسلدورف اشاره کرد.